# جزر تيوي

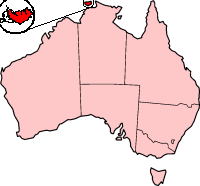
موقع جزر تيوي

جزر تيوي (بالإنجليزية: Tiwi Islands)‏ هي مجموعة جزر تابعة لأستراليا وتبعد 100كم عن داروين، الإقليم الشمالي، أستراليا. تتكون جزر تيوي من جزيرة ميلفيل وجزيرة باتورست، بمجموع مساحة 8,320 كيلومتر مربع (3,212 ميل مربع). يسكن الجزيرة 2449 نسمة.
جزيرة باتورست هي خامس أكبر جزيرة أسترالية.

## الرياضة
لدى الجزر دوري كرة قدم يعرف باسم دوري جزر تيوي لكرة القدم وهو قائم منذ 1969.

## المواصلات

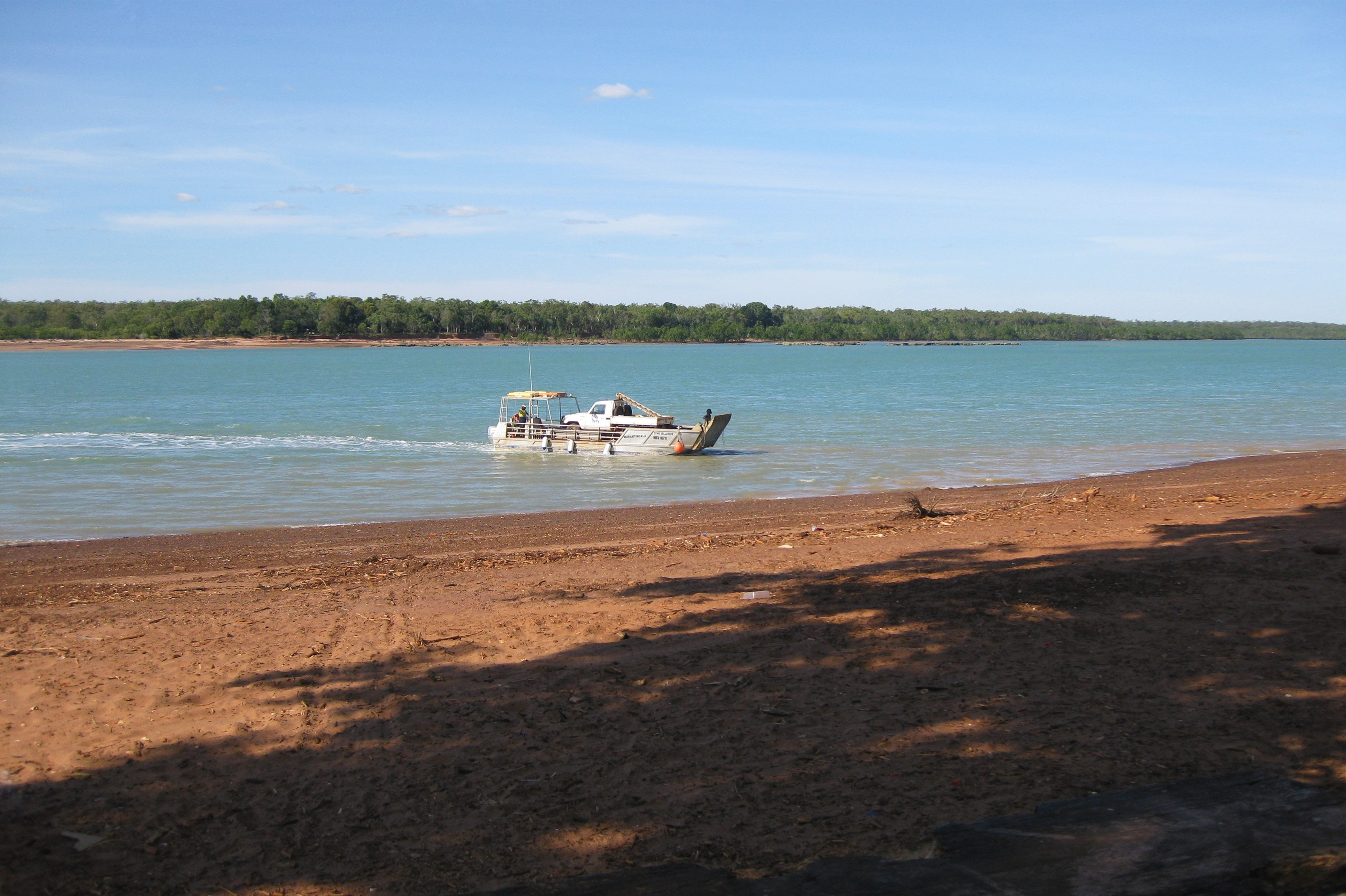
عبّارة سيارات جزر تيوي، 2011

هناك مشغل طيران باسم فلاي تيوي (بالإنجليزية: Fly Tiwi)‏، يربط بين الجزيرتين وإلى داروين. أُسست كاتحادية بين هاردي للطيران ومجلس أرض تيوي، لدى فلاي تيوي طيران يومي للمجتمعات الثلاثة على الجزر.